# Zbór Kościoła Adwentystów Dnia Siódmego w Czechowicach-Dziedzicach
Zbór Kościoła Adwentystów Dnia Siódmego w Czechowicach-Dziedzicach – zbór adwentystyczny w Czechowicach-Dziedzicach, należący do okręgu południowego diecezji południowej Kościoła Adwentystów Dnia Siódmego w RP.
Czechowicki zbór adwentystyczny został założony w 1918 r.
Pastorem zboru jest Adam Olma. Nabożeństwa odbywają się w kościele przy ul. Klasztornej 4 każdej soboty o godz. 9.30.